# Edgard Leblanc Fils
Edgard Leblanc Fils, né le 18 août 1955 à Miragoâne (Nippes), est un homme d'État haïtien. Il est président du Sénat de 1995 à 2000, puis président du Conseil présidentiel de transition du 30 avril au 7 octobre 2024.

## Biographie

### Jeunesse et formation
Né le 18 août 1955 à Miragoâne (Nippes), il est diplômé de l'Université d'État d'Haïti en administration et devient ingénieur en génie civil. Il travaille ensuite dans le domaine du transport au ministère des Travaux publics de 1979 à 1991 et est diplômé en économie et gestion de transports à l’Academy of Advanced Traffic à New York (1982-1984) puis à l'Instituto de Transporte de Queretaro (1990).

### Parcours politique

#### Président du Sénat
Il est président du Sénat de 1995 à 2000.

#### Élection présidentielle de février 2016
Il arrive deuxième à la présidentielle de février 2016 remportée par Jocelerme Privert au second tour.
Le 19 février 2016, le président Jocelerme Privert annonce les noms de six candidats au poste de Premier ministre, qui sont Mirlande Manigat, Edgard Leblanc, Fritz Jean, Jacques Sampeur, Joanas Gay et Simon Dieuseul Desras. Le 25 février, il nomme finalement Fritz Jean à l'issue d'une consultation conjointe avec le président de la Chambre des députés, Cholzer Chancy, et le vice-président du Sénat de la République, Ronald Larêche.

#### Accord de Montana
Le 30 janvier 2022, il est candidat au poste de président de la République à titre provisoire lors d'un scrutin organisé par la plateforme d'opposition accord de Montana. C'est finalement Fritz Jean qui l'emporte.

#### Président du Conseil présidentiel de transition
Le 14 mars 2024, il est désigné membre du Conseil présidentiel de transition par la coalition du Parti haïtien Tèt Kale (PHTK), de l'Organisation du peuple en lutte (OPL), de la Ligue alternative pour le progrès et l'émancipation haïtienne.
Le 30 avril, Edgard Leblanc Fils est désigné président du Conseil présidentiel par quatre membres sur les sept votants, qui forment ainsi un pôle majoritaire. Bien qu'il ne soit pas le chef de l'État, la direction de l'État étant collégiale, le président du Conseil présidentiel est le membre le plus important du Conseil et a un rôle de coordination.
Le pôle majoritaire se compose de Smith Augustin, Emmanuel Vertilaire, Louis Gérald Gilles et Edgard Leblanc Fils. Le pôle minoritaire, composé de Leslie Voltaire, Fritz Jean et Laurent St-Cyr, reconnaît la validité de la désignation de Leblanc Fils mais s'oppose au choix du Premier ministre,. Par ailleurs, Fanmi Lavalas menace de se retirer du Conseil présidentiel.
Le 8 mai, les membres du Conseil présidentiel se mettent d'accord sur le principe d'une présidence tournante tous les trois à cinq mois,. Edgard Leblanc Fils sera ainsi remplacé le 7 octobre 2024, successivement par Fritz Jean, Leslie Voltaire puis Louis Gérald Gilles. Par ailleurs, les décisions sont désormais prises à la majorité qualifiée de cinq sur sept. Le 9 mai, Fritz Jean cède son tour à Smith Augustin, qui a proposé de passer à cinq présidences successives pour qu'il puisse lui-même assume le rôle.
Le 2 octobre, l'Office de lutte contre la corruption recommande l'inculpation de Gilles, Vertillaire et Augustin de corruption. Alors que Claude Joseph appelle à la démission d'Augustin, le groupement de Gilles se met d'accord pour le remplacer. Le 7 octobre, une nouvelle résolution du Conseil présidentiel de transition met en place une nouvelle rotation. Leblanc Fils sera remplacé par Leslie Voltaire, puis Fritz Jean et enfin Laurent Saint-Cyr.